# Geleitzug RA 66
Der Geleitzug RA 66 war ein alliierter Nordmeergeleitzug, der im April 1945 im sowjetischen Murmansk zusammengestellt wurde und weitestgehend ohne Ladung zum schottischen Firth of Clyde fuhr. Die Alliierten verloren ein Geleitfahrzeug, während auf deutscher Seite ein U-Boot verlorenging.

## Zusammensetzung und Sicherung

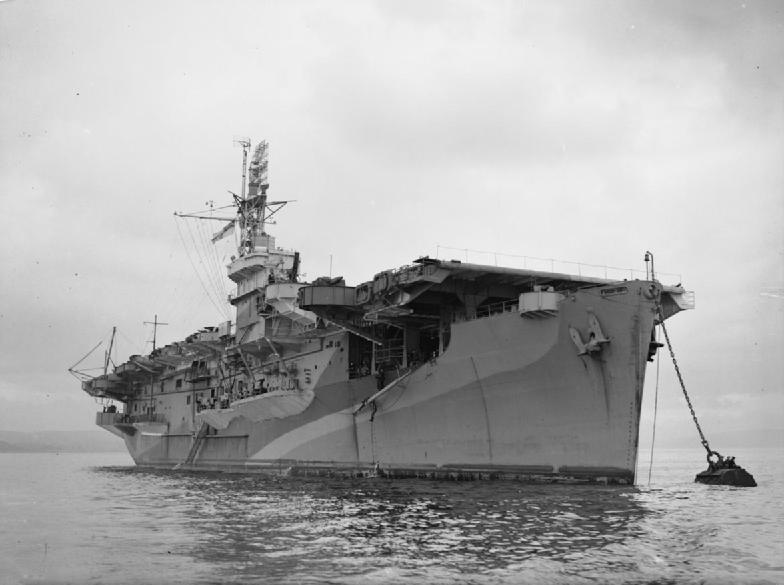
Geleitträger HMS Premier

Der Geleitzug RA 66 setzte sich aus 27 Frachtschiffen zusammen. Am 29. April 1945 verließen sie Murmansk (Lage) in Richtung Firth of Clyde (Lage). Kommodore des Konvois war Captain R. Gill, der sich auf der Fort Yukon eingeschifft hatte. Die Nahsicherung übernahm die 7. Escort Group mit der britischen Sloop Cygnet und den britischen  Korvetten Alnwick Castle, Bamborough Castle, Farnham Castle, Honeysuckle, Lotus, Oxlip und Rhododendron. Die Trägergruppe mit dem britischen Kreuzer Bellona, den britischen Geleitträgern Premier, Vindex und den britischen Zerstörern Zealous, Zest, Zodiac, Zephyr, sowie den kanadischen Zerstörern Haida, Huron und Iroquois und dem norwegischen Zerstörer Stord stand ebenfalls am Konvoi. Weiterhin unterstützte die 19. Escort Group mit den britischen Fregatten Loch Insh, Loch Shin und Anguilla und die britischen Geleitzerstörer Cotton und Goodall das Geleit. Die sowjetischen Zerstörer Scharki, Schestki und Derzki sowie vier BO-U-Jäger patrouillierten vor der Kola-Bucht und sollten deutsche U-Boote vertreiben.
| Name                 | Typ            | Flagge                 | Vermessung in BRT | Verbleib |
| -------------------- | -------------- | ---------------------- | ----------------- | -------- |
| Benjamin Schlesinger | Frachter       | Vereinigte Staaten     | 7176              |          |
| Black Ranger         | Frachter       | Vereinigtes Königreich | 3417              |          |
| Blue Ranger          | Frachter       | Vereinigtes Königreich | 3417              |          |
| Byron Darnton        | Frachter       | Vereinigte Staaten     | 7176              |          |
| Charles A McAllister | Frachter       | Vereinigte Staaten     | 7176              |          |
| Copeland             | Rettungsschiff | Vereinigtes Königreich | 1526              |          |
| Dolabella            | Frachter       | Vereinigtes Königreich | 8142              |          |
| Eleazar Lord         | Frachter       | Vereinigtes Königreich | 7247              |          |
| Eloy Alvaro          | Frachter       | Vereinigte Staaten     | 7176              |          |
| Empire Stalwart      | Frachter       | Vereinigtes Königreich | 7045              |          |
| Fort Boise           | Frachter       | Vereinigtes Königreich | 7151              |          |
| Fort Massac          | Frachter       | Vereinigtes Königreich | 7151              |          |
| Fort Yukon           | Frachter       | Vereinigtes Königreich | 7153              |          |
| Grace Abott          | Frachter       | Vereinigte Staaten     | 7191              |          |
| Henry Lomb           | Frachter       | Vereinigte Staaten     | 7176              |          |
| James M Gillis       | Frachter       | Vereinigte Staaten     | 7176              |          |
| John McDonogh        | Frachter       | Vereinigte Staaten     | 7176              |          |
| Lawrence J Brengle   | Frachter       | Vereinigte Staaten     | 7290              |          |
| Leo J Duster         | Frachter       | Vereinigte Staaten     | 7176              |          |
| Nicholas Biddle      | Frachter       | Vereinigte Staaten     | 7191              |          |
| San Venancio         | Frachter       | Vereinigtes Königreich | 8152              |          |
| Stage Door Canteen   | Frachter       | Vereinigte Staaten     | 7176              |          |
| W R Grace            | Frachter       | Vereinigte Staaten     | 7176              |          |
| Willard Hall         | Frachter       | Vereinigte Staaten     | 7200              |          |
| William Pepper       | Frachter       | Vereinigte Staaten     | 7176              |          |
| William Wheel Wright | Frachter       | Vereinigte Staaten     | 7176              |          |
| Winfried L Smith     | Frachter       | Vereinigte Staaten     | 7191              |          |

## Verlauf
Die deutschen U-Boote U 278, U 286, U 295, U 307, U 312, U 313, U 427, U 481, U 711 und U 968 stellten sich vor der Kola-Bucht auf. Noch bevor der Geleitzug diese verließ, machten alliierte Geleitfahrzeuge Jagd auf die U-Boote. Dabei versenkte die Fregatte Loch Insh U 307 (Lage). Danach torpedierte U 286 die Fregatte Goodall (Lage), die schwer beschädigt später versenkt werden musste. Weitere U-Boote wurden unter Wasser gedrückt und mit Wasserbomben angegriffen, denen sie aber – meist mit Schäden – entkamen. Nach dem 30. April kam kein U-Boot mehr an den Geleitzug heran, der am 8. Mai in den Firth of Clyde einlief.